# 白樺リゾートスキー場
池の平スノーパーク（旧白樺リゾートスキー場）（いけのたいらすのーぱーく）は、長野県茅野市白樺湖にあるスキー場。
池の平ホテル＆リゾーツが運営するホテルに隣接した、白樺リゾート内の初級コースが主体のファミリー向けスキー場。このスキー場やホテルを中心とした施設を「白樺リゾート」と呼び営業している。雪上 バギーや犬ぞり体験、動物広場もあり、スノーモンキーやウサギ、ふくろうと触れ合える。
スノーボードは全面滑走可能。ナイター営業は実施していない。
降雪量は少ないが、気温の低さを利用してスノーマシンによる人工雪で天候に左右されないゲレンデ整備が可能。

## ゲレンデ
2基のリフトで3本のコースが設置されている。ゲレンデの横にはスノーランドがある。

### コース
- 中上級コース (350m)
- 迂回コース (550m)
- 初級コース (300m)

### リフト
- 第一ペアリフト (319m)
- 第二ペアリフト (275m)

## アクセス
- 中央自動車道諏訪ICから23km
- 上信越自動車道佐久ICから40km
- 東日本旅客鉄道北陸新幹線：佐久平駅（バス）
- 東日本旅客鉄道中央本線：茅野駅（バス）

駐車場リゾート全体で1900台完備